# Reina Herrera
Reina Herrera (Tetuán, Marruecos, 1923-Caracas, Venezuela, 2014) fue una ceramista venezolana de origen sefardí. Cursó estudios de escultura con Ernesto Maragall, y de cerámica con Miguel Arroyo.

## Biografía
Fue promotora de los estudios de cerámica en Venezuela junto a Miguel Arroyo y Sergio González en la Escuela de Artes Plásticas Cristóbal Rojas durante más de 25 años, y fundó y dirigió el taller de cerámica del Instituto de diseño de la Fundación Neumann.
Su trabajo siempre se mantuvo entre tres líneas paralelas: la cerámica utilitaria, la escultórica y el dibujo con pasteles sobre láminas de cerámica.
La Galería de Arte Nacional realizó, en 1991, “Rostros y perfiles del barro”, muestra antológica de toda su trayectoria. 
Entre sus exposiciones colectivas se destaca la “Exposición de cerámica contemporánea” (Estambul, Turquía, 1969), donde obtuvo Diploma de Honor a la Calidad. 
Entre 1970 y 1976 formó parte de las colectivas de artes del fuego organizadas por la Sala Mendoza. 
En 1972 exhibe una selección de su trabajo en el Victoria and Albert Museum de Londres. 
En 1987 expone junto a Maruja Herrera en la Galería Barro y Fuego (Caracas). 
Asimismo, participa en la I Bienal Nacional de Artes Plásticas (Museo de arte Contemporáneo de Caracas, 1988), la II Bienal Barro de América (Centro de Arte de Maracaibo Lía Bermúdez), “Diez presencias. Las artes del fuego en Venezuela” (Galería de Arte Nacional, 1995), “Europa y Venezuela. Vínculo cerámico” (exposición itinerante organizada por el Museo de Arte Contemporáneo de Caracas, 1996), “México, Puerto Rico, Venezuela. Intercambio 3. Cerámica en pequeño formato” (Centro Cultural Alfa, Monterrey, México, 1997, y Museo Jacobo Borges, 1998), “Pluralidad y oficio. Cerámica contemporánea venezolana, Colección Banco Mercantil” (Sala Mendoza, 2000). 

## Reconocimientos

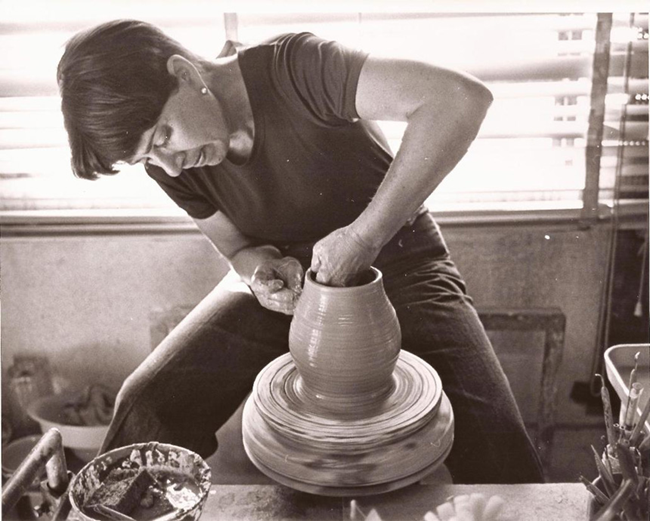
Reina Herrera

Fue merecedora de la Mención Honorífica en el Salón Oficial Anual de Arte Venezolano en el Museo de Bellas Artes en 1960 
Premio Nacional de Artes Aplicadas. del XXVII Salón Oficial Anual de Arte Venezolano en 1966, el Premio Nacional de Artes Aplicadas del XXV Salón Arturo Michelena y el Diploma de Honor a la calidad en la Exposición Internacional de Cerámica Contemporánea en Estambul, Turquía en 1978